# Коваленко Юрій Олександрович
Юрій Олександрович Коваленко (1966—2023) — український вчений, історик, археолог, учасник місії «Чорний тюльпан», краєзнавець, викладач, музикант, штаб-сержант Збройних Сил України, учасник російсько-української війни, що загинув у ході російського вторгнення в Україну в 2023 році.

## Життєпис
Юрій Коваленко народився 22 березня 1966 року в селі Некрасове Глухівського району (з 2020 року — Глухівської міської територіальної громади) Шосткинського району на Сумщині, де 1981 року закінчив восьмирічну школу. Ще з дитинства мав нестримний потяг до пошуку артефактів, захоплення історією рідного краю. Дев'ятий та десятий клас навчався у Глухівській середній школі № 2. Паралельно навчався в Глухівській музичній школі. У цей час він також захопився гітарою та музикою. Замість вступу до омріяного історичного факультету 1983 року пішов на навчання до Сумського профтехучилища № 5, де здобув фах електрика. Під час служби у совєцькій армії (зокрема, два роки на початку перебудови в 1985—1987 рр., відслужив у західній групі Радянської армії на території Польщі в місті Легниця) уперше почув конатацію слова «окупанти» на адресу совєтів. У 1987 році 21-річний Юрій Коваленко приєднався до археологічної експедиції, що працювала в Києві на Подолі. З 1988 року займався пошуковою діяльністю. Завдяки його групі, що входить до складу Всеукраїнського громадського об'єднання "Спілка «Народна пам'ять» було перепоховано тисячі воїнів, полеглих під час Другої світової війни. В середині 1990-х років був обраний командиром групи.
Наприкінці 1980-х років Юрій Коваленко працює на посадах художнього керівника Некрасівського сільського Будинку культури, вчителя музики Некрасівської школи, потім — керівника музичного гуртка Глухівського районного Будинку культури, а також — директора підліткового клубу в Глухівському ПТУ № 31. Працюючи з 1989 року в рідній школі учителем музики, тоді молодий бородатий гіпі в джинсах і з гітарою, він організував дівочий гурт — вокально-інструментальний ансамбль.
У цей час став членом українських патріотичних організацій у зросійщеному Глухові, брав участь у перших проукраїнських мітингах, виступав на сцені з гітарою. У 1991 році Юрій Коваленко взяв участь у відомому музичному фестивалі «Червона рута», що проходив у Запоріжжі. Тут він запам'ятався авторською піснею «Дума про Гетьманщину», присвяченій Батуринській трагедії 1708 року. Створив із кумом, маріупольським греком Едуардом гурт «Трактир». Потім узяв участь у гастрольному турі лауреатів. Крім гітари, також грав на фортепіано та баяні. Був хористом камерного хору. У 1991—1996 роках навчався на заочному відділенні у Глухівському педагогічному університеті, де вивчав дошкільну педагогіку і психологію.
Після трьох років романтичних зустрічей, Юрій Коваленко одружується з випускницею школи Оксаною та з 1992 року вступає на понадстрокову військову службу до лав Збройних Сил України та майже сім років (1992—1997 роки) служив у структурі морально-психологічного забезпечення військової частини в Глухові, працював завідувачем клубу військової частини. Також у цьому році, в Глухові з однодумцями заснував та очолив пошуковий загін «Обеліск», що пізніше увійшов до складу Всеукраїнського об'єднання "Спілка «Народна пам'ять». В результаті проведених розкопок на місці табору військовополонених часів Другої світової в Глухові у 1994 році було організовано «Всеукраїнську вахту пам'яті». Зокрема, 1 жовтня 1994 року відбулося перепоховання загиблих на новоствореному меморіалі в урочищі Борок на околиці Глухова. Це була перша подібна акція в Україні, що набула загальнодержавного резонансу.
З 1999 року обіймав посаду завідувача науково-дослідного відділу Національного заповідника «Глухів». Учений та археолог-практик, з 2005 року брав участь у численних археологічних експедиціях, зокрема досліджував руїни спаленого московитами у 1708 році Батурина. Зокрема, відшукав у північній частині колишньої гетьманської фортеці місце розташування головного столичного храму — собору Живоначальної Трійці та його кладовища. Також ученому вдалося реконструювати зовнішній вигляд Батуринської фортеці, гетьманського будинку та замкової церкви. Крім того, він керував дослідженнями руїн Цитаделі Батуринської фортеці, розкопками заміської резиденції гетьмана Івана Мазепи на Гончарівці, разом з іншими вченими досліджував садибу генерального писаря Пилипа Орлика. У складі Батуринської археологічної експедиції Юрій Коваленко очолював загін студентів-істориків Глухівського національного педагогічного університету імені Олександра Довженка та учнів Глухівського ліцею-інтернату з посиленою військово-фізичною підготовкою.
Вже в дорослому віці навчався на історичному факультеті Київського національного університету імені Тараса Шевченка, який закінчив 2005 року за фахом археолога та музеєзнавця.
Активно досліджував минуле Глухова організувавши масштабні археологічні розкопки, зокрема — дослідження літописного давньоруського Глухова. На основі знайдених у колишній гетьманській столиці артефактів 6 листопада 2008 року в Глухові, під час святкування 300-річчя проголошення міста столицею гетьманської і Лівобережної України, був відкритий Музей археології. Юрій Коваленко був автором його концепції. Того ж року заповідник «Глухів» отримав статус національного. Зокрема, дослідник знайшов усипальницю Терещенків у Трьоханастасіївській церкві.
З початком війни на сході України в 2014 році як військовий археолог, брав участь у гуманітарній місії «Чорний тюльпан», мав 9 ротацій на окуповану територію. Разом з колегами з ризиком для власного життя волонтери віднайшли та ідентифікували понад 150 тіл загиблих в боях за Іловайськ та Дебальцеве. Зібрані фахівцем факти та фотовідеофіксація злочину російських військ були використані у книзі «Іловайськ» сумського письменника Євгена Положія. За роботу у «Чорному тюльпані» був нагороджений відзнакою Міністерства оборони України.
У грудні 2020 році Юрій Коваленко підписав контракт із ЗСУ і брав участь у бойових діях за Авдіївку в складі 58-ї окрема мотопіхотна бригада імені гетьмана Івана Виговського. Був нагороджений відзнаками Генштабу та командувача Об'єднаних сил. Перебуваючи на військовій службі 14 травня 2021 року в Чернігові, захистив кандидатську дисертацію на тему «Історична топографія Глухова доби Середньовіччя та ранньомодерного часу». Загалом, Юрій Коваленко — автор понад 70 наукових статей.
У перші години російського вторгнення в Україну 24 лютого 2022 року в складі 16-го окремого мотопіхотного батальйону «Полтава» брав участь у боях за Глухів. Тоді українські бійці дали бій російській ударній колоні на міжнародній трасі в районі Годунівки. Потім у лютому-березні 2022 року брав участь у бойових діях у на Броварському напрямку та в Чернігівській області. Після звільнення Чернігівщини, протягом квітня 2022 року з побратимами перебував у Батурині. Потім деякий час лікувався в шпиталі. А паралельно займався волонтерством: домовлявся про купівлю автомобілів для своєї бригади, сам переганяв машини. Невдовзі знову повернувся на фронт — спочатку на південний, пізніше східний, де воював у найгарячіших точках повномасштабної війни. Обіймав військову посаду стрільця-снайпера 16-го окремого мотопіхотного батальйону 58-ї окремої мотопіхотної бригади імені гетьмана Івана Виговського.
Загинув 14 березня 2023 року в ході багатоденних запеклих боїв на позиціях у Серебрянському лісництві, поблизу села Кузьмине Кремінської міської громади Сєвєродонецького району Луганської області від пострілу танка. Його виніс товариш Володимир «Базука».
Чин прощання відбувся 18 березня 2022 року в Глухові біля пам'ятника Березовському та Бортнянському. Поховали загиблого за його заповітом у рідному Некрасові на Глухівщині, де він народився й виріс.

## Родина
У загиблого залишилися дружина (відома журналістка) Оксана Коваленко, яка зараз працює в Глухівській міській раді, та дві доньки — старша Леся та молодша Іванка. Доньки та онучка наразі живуть у Німеччині. В ході повномасштабного російського вторгнення, старша донька подарувала батькам онучку Варвару. Вже після похорону 20 березня 2023 року дружина Оксана Коваленко перерахувала 40 тис. грн з дописом «від Юри Коваленка» на потреби захисників із 16-го окремого мотопіхотного батальйону «Полтава», в якому ніс військову службу він сам. Це були кошти, які люди перерахували на поховання загиблого Юрія Коваленка.

## Відзнаки
- орден «За мужність» III ступеня (2024, посмертно) — за особисту мужність, виявлену у захисті державного суверенітету та територіальної цілісності України, самовіддане виконання військового обов'язку[45].
- Грамота Президента України «За гуманітарну участь в АТО» (2017)[46];
- відзнака «За заслуги перед ЗСУ»,
- медаль УПЦ «За жертовність та любов до України»[47].

## Ушанування пам'яті
Вулиці
28 квітня 2023 року депутати Глухівської міської ради проголосували за перейменування двох вулиць у Глухівській міській територіальній громаді на честь Юрія Коваленка. У рідному селі Некрасовому — його земляки висловили бажання перейменувати вулицю Некрасова на честь знаменитого уродженця. Подання зробила староста Надія Кебець.
У місті Глухів ініціативу висловили жителі вулиці Некрасова, на якій проживав з родиною Юрій Коваленко. Там було організовано опитування, зібрані підписи. Волю жителів мікрорайону передав до міської ради депутат Анатолій Москаленко.
На річницю смерті 14 березня 2024 року на будівлі музею археології Національного заповідника «Глухів» відкрили меморіальну дошку загиблому військовому та історику Юрію Коваленку.
Премія
Науково-дослідний інститут українознавства МОН України в листопаді 2023 року започаткував іменну премію молодим ученим-українознавцям імені Народного Героя України Юрія Коваленка. Її вручатимуть науковцям, які займаються розробкою актуальних проблем українознавства, спрямованих на розв'язання найбільш важливих проблем українознавчої науки, збереженням культурної спадщини та консолідації українського суспільства в умовах повномасштабної російської агресії.